# Maria Bethânia
Maria Bethânia (Santo Amaro da Purificação (Bahia), 18 juni 1946), volledige naam: Maria Bethânia Vianna Telles Veloso, is een Braziliaanse zangeres en de zus van Caetano Veloso. Haar broer Caetano heeft haar naam verzonnen bij haar geboorte. Hij was toen 4 jaar oud. Zij begon haar carrière in 1964 in Rio de Janeiro met de show "Opinião". Met haar sterke, rustige stem en dramatische interpretatie is zij de op een na bestverkopende Braziliaanse zangeres aller tijden, met meer dan 26 miljoen albums verkocht.

## Discografie
- 1965 - Compact - Carcará/De manhã - RCA Victor
- 1965 - Compact - Carcará/No Carnaval/Mora na Filosofia/Só eu sei - RCA Victor
- 1965 - Maria Bethânia - RCA Victor
- 1966 - Maria Bethânia canta Noel Rosa - RCA
- 1967 - Edu e Bethânia - Elenco (met Edu Lobo)
- 1968 - Recital na Boite Barroco - EMI/Odeon (live)
- 1969 - Maria Bethânia - EMI/Odeon
- 1970 - Maria Bethânia Ao Vivo - EMI/Odeon
- 1971 - Vinícius + Bethânia + Toquinho - En La Fusa (Mar del Plata) - RGE (live)
- 1971 - A Tua Presença - Philips
- 1971 - Rosa dos Ventos - Polygram (live)
- 1972 - Quando o Carnaval Chegar - Phonogram (film soundtrack, met Chico Buarque and Nara Leão)
- 1972 - Drama - Polygram
- 1973 - Drama 3º ato - Polygram (live)
- 1974 - A cena muda - Polygram (live)
- 1975 - Chico Buarque e Maria Bethânia - Polygram (live)
- 1976 - Pássaro Proibido - Polygram
- 1976 - Doces Bárbaros - Phonogram (live; met Caetano Veloso, Gal Costa and Gilberto Gil)
- 1977 - Pássaro da Manhã - Polygram
- 1978 - Maria Bethânia e Caetano Veloso Ao Vivo - Polygram
- 1978 - Álibi - Polygram
- 1979 - Mel - Polygram
- 1980 - Talismã - Polygram
- 1981 - Alteza - Polygram
- 1982 - Nossos Momentos - Polygram (live)
- 1983 - Ciclo - Polygram
- 1984 - A Beira e O Mar - Polygram
- 1987 - Dezembros - RCA Victor
- 1988 - Maria - BMG Ariola
- 1989 - Memórias da Pele - Polygram
- 1990 - Maria Bethânia (25 anos) - Polygram
- 1992 - Olho d'Água - Polygram
- 1993 - As canções que você fez pra mim - Polygram
- 1995 - Maria Bethânia Ao Vivo - Polygram
- 1996 - Âmbar - EMI/Odeon
- 1996 - Maria Bethânia - COMPACT DISC Single - EMI/Odeon
- 1997 - Imitação da Vida - EMI/Odeon (live)
- 1999 - A Força que nunca seca - BMG Brasil
- 1999 - Diamante Verdadeiro - BMG Brasil (live)
- 2001 - Cânticos, Preces e Súplicas à Senhora dos Jardins do Céu - Independent
- 2001 - Maricotinha - BMG Brasil
- 2002 - Maricotinha Ao Vivo - Biscoito Fino
- 2003 - Cânticos, Preces e Súplicas à Senhora dos Jardins do Céu - Biscoito Fino (heruitgave)
- 2003 - DVD - Maricotinha Ao Vivo - Biscoito Fino
- 2003 - Brasileirinho - Quitanda/Biscoito Fino
- 2004 - DVD - Brasileirinho - Quitanda/Biscoito Fino
- 2005 - Que falta você me faz (músicas de Vinicius de Moraes) - Biscoito Fino
- 2005 - DVD - Tempo Tempo Tempo Tempo - Biscoito Fino
- 2005 - Film - Maria Bethânia,música é perfume - by Georges Gachot
- 2006 - Pirata - Biscoito Fino
- 2006 - Mar de Sophia - Biscoito Fino